# Composición VII
Composición VII (en ruso: Композиция VII, romanizado: Kompozítsiya VII) es una pintura al óleo sobre lienzo del artista ruso Vassili Kandinski, pintado en noviembre de 1913, en Múnich, Baviera. Es considerada unánimemente la obra maestra del artista del período anterior a la Primera Guerra Mundial.

## Descripción
Composition VII es una obra de formato monumental (200,6 × 302,2 cm), cuya ejecución fue particularmente larga y compleja, lo que ocupó Kandinski buena parte del año 1913. Son conservadas numerosas acuarelas, dibujos y bocetos, así como seis estudios al óleo de mayores dimensiones.  Sin embargo, según el testimonio de la pintora Gabriele Münter, entonces compañera del artista, sólo necesitaron cuatro días para pintarlo, del 25 al 28 de noviembre de 1913.  Este cuadro pertenece a un corpus reducido de diez «composiciones» pintadas por Kandinski. Las siete primeras fueron pintadas entre enero de 1910 y noviembre de 1913 en Múnich, la octava en 1923 en la Bauhaus de Weimar en Turingia, mientras que la novena y la décima las pintó en París (en 1936 y 1939, respectivamente). Desgraciadamente, las tres primeras Composiciones, pintadas en 1910, que formaban parte de colecciones privadas en Alemania, fueron destruidas durante la Segunda Guerra Mundial. Solo han quedado fotografías en blanco y negro y algunos esbozos.
En «Du Spirituel dans art» (publicado en diciembre de 1911), Kandinski presentó sus cuadros como pertenecientes a tres «géneros»: las Impresiones («impresiones directas de la “naturaleza exterior”»); las Improvisaciones («principalmente inconscientes (…), y por tanto, impresiones de la “naturaleza interior”»); y las Composiciones («expresiones que se forman siempre lentamente…, que reanudo largamente y de una manera casi pedante después de los primeros esbozos»). Kandinski precisa que, en las Composiciones, lo «consciente, lo intencional, la eficacia tienen un papel predominante», si bien es «el sentimiento lo que gana siempre». 
Composición VII mantiene lazos profundos con ambos cuadros precedentes, la Composición V, completado el 17 de noviembre de 1911 y la Composición VI, terminada el 5 de marzo de 1913. Las similitudes no son sólo en cuanto a técnica, sino sobre todo en el tema. A pesar de su apariencia claramente abstracta, las tres pinturas comparten, de hecho, como el propio Kandinski indicó, temas religiosos la resurrección la número 5 y la inundación por la número 6. Por lo que respecta a la número 7, el tema general es el juicio final.  Posibles fuentes de inspiración del cuadro son los lubki (pinturas populares rusas del siglo XVIII) y una obra poco conocida: El juicio final (1836-1839) de Peter von Cornelius, un fresco inmenso pintado sobre el altar de la iglesia de San Luis en Múnich y que, por tanto, Kandinski conocía bastante bien. 

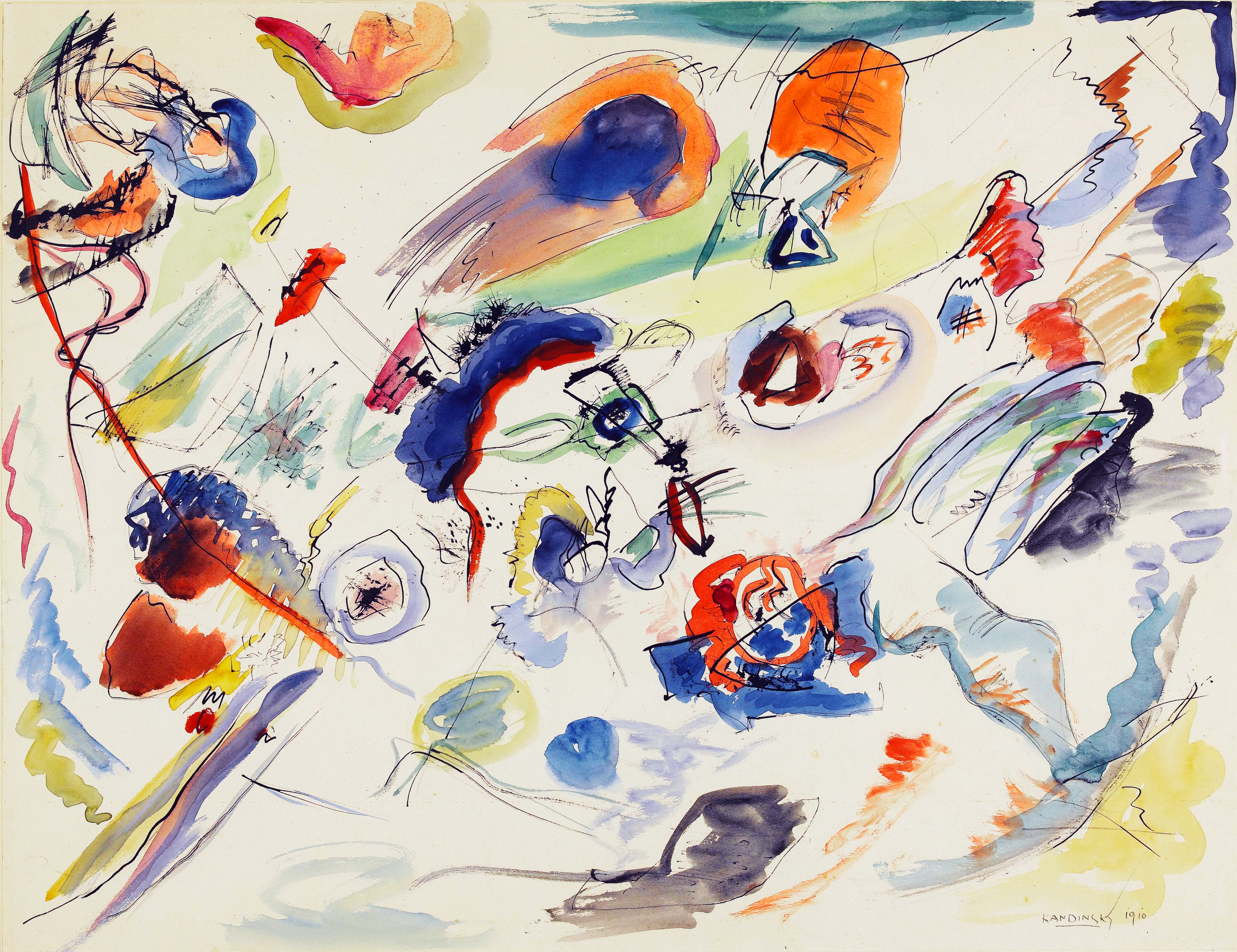
Vasili Kandinski, 1913, Untitled (Study for Composition VII, Première abstraction), Museo Nacional de Arte Moderno, Centro Nacional de Arte y Cultura Georges Pompidou de París (Francia)

Este cuadro es típico de la primera fase del Abstraccionismo. La composición se compone esencialmente de formas y colores a los que se atribuye un valor autónomo, es decir, un valor no vinculado a acontecimientos u objetos reconocibles. De las diferentes fuentes, el pintor ruso toma los elementos formales principales de su Composición VII: el gran óvalo subrayado verde y negro, así como el rectángulo irregular negro del centro. Como ocurre a menudo en las grandes obras del pintor, la impresión general es la de un amplio movimiento envolvente, desde la esquina inferior izquierda al ángulo superior derecho, que crea dinamismo y guía los elementos de la composición. Este movimiento encarna una aspiración espiritual y designa al arte, en particular la abstracción, como medio de salud en detrimento del materialismo de la época.
Finalmente, a propósito de la Composición VII, existió una controversia en torno a la Primera acuarela abstracta, firmada y datada «1913» por Kandinski. Philippe Sers ha resumido bien este debate y las incertidumbres que se desprenden.  El artista, a pesar de haber declarado él mismo que su primera obra abstracta databa de 1911, varios historiadores (sobre todo Klaus Brisch — desde 1955 — y Kenneth Lindsay) han concluido que esta acuarela debe haber sido antedatada. Sería, según ellos, de 1913 y hacen un esbozo de Composición VII. Se basan sobre todo en los rasgos estilísticos, destacando que, entre las obras de Kandinski de 1910, ninguna tiene este grado de abstracción. Philippe Sers sostiene que el cuadro data de 1910, que se autoriza del testimonio de Nina Kandinski, viuda del pintor. El Centro Pompidou en Francia (que recibió la obra de Nina Kandinski en 1976) se cura en salud y la fecha de 1910 o 1913, aunque el texto de presentación del museo parece optar por la segunda fecha.  En cuanto a Magdalena Dabrowski, no duda en datarla de 1913. En su catálogo, la titula diferentemente: Untitled (Study for Composición VII). 

## Interpretación
El gran tamaño de la obra sugiere una especie de «inmersión» dentro del lienzo, un cierto efecto de presencia e implicación en lo que está sucediendo. El artista invita no sólo a contemplar el cuadro, sino a unirse al proceso creativo de creación de la obra: «La pintura es un estruendoso choque de mundos diferentes, llamados a crear un mundo nuevo a través de la lucha y en medio de esta lucha de mundos entre sí, que se llama obra. Cada obra surge técnicamente como ha surgido el cosmos: pasa por catástrofes, como el rugido caótico de una orquesta, que finalmente se derrama en una sinfonía, cuyo nombre es la música de las esferas. La creación de la obra es creación».
En esta obra, el artista adopta un lenguaje pictórico completamente abstracto aunque cargado de significado. Kandinski declaró que su intención era crear un arte que actuara como remedio espiritual para un mundo enfermo y materialista. El tema de la Composición VII es apocalíptico, pero a diferencia de la Composición VI, caracterizada por las terribles olas destructoras de una inundación, aquí parece detectarse el posible renacimiento de una alegría caótica. El cuadro se ha interpretado como un grito entusiasta de esperanza dirigido contra la inminente violencia de la Primera Guerra Mundial, la Revolución Rusa y la Guerra civil rusa.

## Historia
Kandinsky comenzó a trabajar en el centro de la parte izquierda del lienzo, partiendo de este núcleo con colores contrastados, formas y líneas seccionadas y alternando pinceladas densas con ligeros matices. En algunas zonas las líneas cortas se acumulan formando rayas y en otras se disponen paralelas o se cruzan formando pequeñas cuadrículas. Todos los elementos de la composición se distribuyen de tal manera que crean zonas de densidad variable.
El lienzo llegó del Museo Estatal de Nuevo Arte Occidental de Moscú a la Galería Tretiakov en 1929 y ahora se encuentra en un edificio de Krymski Val. 